# Dienststelle Ribbentrop
Die Dienststelle Ribbentrop (bis 1935 auch Büro Ribbentrop) war als Parteiamt der NSDAP eine paradiplomatische Institution im nationalsozialistischen Deutschland unter der Leitung Joachim von Ribbentrops. Sie diente als informeller Arbeitsstab für die Außenpolitik Adolf Hitlers unter bewusster Umgehung der traditionellen außenpolitischen Institutionen und diplomatischen Kanäle des Auswärtigen Amtes. Sie stand aber auch in Konkurrenz zu anderen Parteidienststellen, die im Bereich der Außenpolitik aktiv waren, wie der Auslandsorganisation der NSDAP (NSDAP/AO), dem Außenpolitischen Amt der NSDAP und dem Volksdeutschen Rat bzw. der Volksdeutschen Mittelstelle. Mit der Ernennung Ribbentrops zum Reichsaußenminister im Februar 1938 folgten ihm eine Reihe der Mitarbeiter seiner Dienststelle ins Auswärtige Amt, während die Dienststelle selbst an Bedeutung verlor.

## Büro Ribbentrop

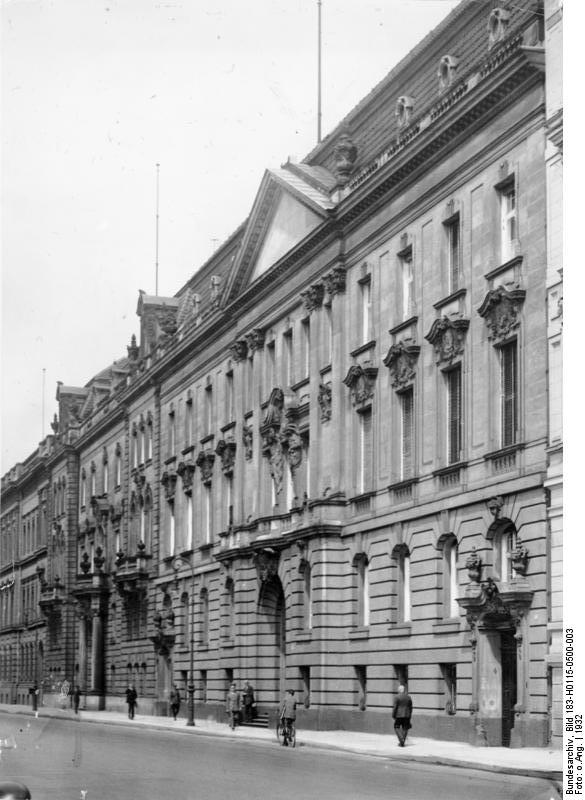
Sitz der Dienststelle Ribbentrop in der Wilhelmstr. 64 (im Hintergrund) in Berlin (ca. 1932)

Joachim von Ribbentrop hatte Hitler 1932 kennengelernt und war am 1. Mai 1932 der NSDAP beigetreten. Hitler hielt große Stücke auf den sich weltmännisch gebenden Ribbentrop, der im Vorfeld der Machtergreifung zwischen Hitler und Franz von Papen vermittelt hatte. Zwar behielt Reichsaußenminister Konstantin von Neurath auch unter Hitler sein Amt. Aber Ribbentrop profitierte von Hitlers persönlicher Sympathie und von dessen Misstrauen gegenüber der traditionellen deutschen Diplomatie. Hitler hielt Ribbentrop für den geeigneten Mann, um seine Vorstellungen einer „dynamischen Außenpolitik“ am Auswärtigen Amt vorbei umzusetzen.
Diesem Zweck diente das Büro Ribbentrop. Es sollte unter Umgehung des Auswärtigen Amtes in außenpolitischen Angelegenheiten aktiv werden, die Hitler besonders wichtig waren. Es wurde ab dem 24. April 1934 mit zunächst 13 Mitarbeitern einschließlich Schreibkräften aufgebaut, als Ribbentrop zum „Beauftragten für Abrüstungsfragen“ ernannt wurde. Hinzu kamen ehrenamtliche Berater wie der Reeder und Vizepräsident der Niederrheinischen Industrie- und Handelskammer Eugen Lehnkering und Gustav Prinz Biron von Curland. Sitz war seit Sommer 1934 die Wilhelmstraße 64, gegenüber dem Auswärtigen Amt, ehemals Sitz des preußischen Staatsministeriums (heute Dienstsitz des Bundesministeriums für Ernährung und Landwirtschaft in der Wilhelmstr. 54), im selben Gebäude wie der „Verbindungsstab der NSDAP“, der zum „Stab des Stellvertreters des Führers“ gehörte.
Im Juni 1935 wurde Ribbentrop nicht nur zum Botschafter in Großbritannien ernannt, sondern von Hitler zum Amtsleiter der NSDAP befördert und als „Beauftragter für Außenpolitische Fragen im Stab des Stellvertreters des Führers“ bestätigt. Das Amt für außenpolitische Sonderfragen im Stabe des Stellvertreters des Führers, kurz Dienststelle Ribbentrop, wie das Büro Ribbentrop nun seit dem 1. Juni 1935 genannt wurde, war damit eine halb staatliche, halb parteigebundene Institution. Tatsächlich wurde die Dienststelle weder von Staat und Partei vollständig anerkannt, während sich Ribbentrop ausschließlich Hitler verantwortlich fühlte.

## Organisation der Dienststelle Ribbentrop

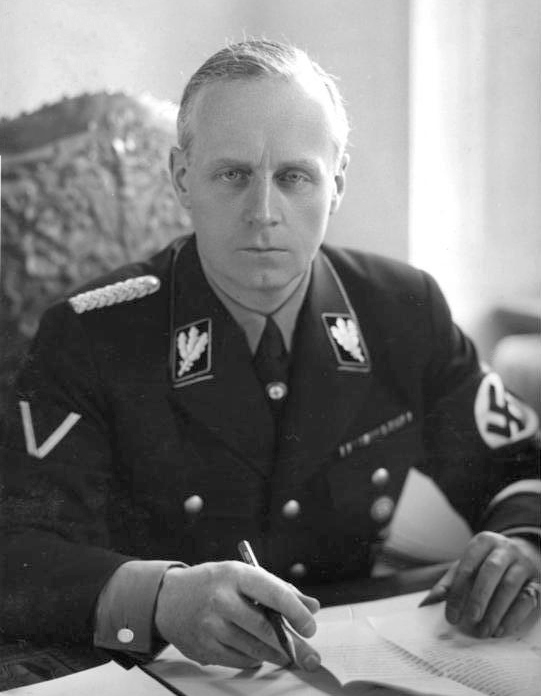
Joachim von Ribbentrop in der Uniform eines SS-Brigadeführers (1938)

Unter der Leitung Hermann von Raumers (1893–1977), eines ehemaligen Vertreters der Lufthansa und der Mitropa in Russland und Ostasien, entwickelte sich die Dienststelle zu einem größeren Verwaltungsapparat mit 160 Mitarbeitern (Stand 1936). Sie war nach Ländern in Referate organisiert. Es gab eigene Abteilungen für Frankreich, England, Polen, die Baltischen Staaten und die USA, ab 1935 auch für die Niederlande und Belgien. Außerdem wurden ein Frontkämpferreferat, ein Presse- und ein Kolonialreferat unter Einschluss Südafrikas, Australiens und Neuseelands und diverse Sonderreferate eingerichtet.
Für die Personalauswahl galten andere Kriterien als im diplomatischen Dienst. Ribbentrop legte vor allem Wert darauf, wessen Beziehungen zum Ausland oder in der Partei ihm am meisten Nutzen versprachen. Deshalb hatten Auslandserfahrung, Fremdsprachenkenntnisse und ein gewinnendes Wesen oberste Priorität. Parteimitgliedschaft war keine Voraussetzung, aber Mitgliedschaft in der SS offensichtlich erwünscht. Denn in Ermangelung einer eigenen Hausmacht in der NSDAP hatte sich Ribbentrop früh der SS angeschlossen und die Protektion Heinrich Himmlers gesucht. Die Zusammensetzung des überwiegend jungen Personals war heterogen. Auch altgediente Funktionäre der NSDAP und persönliche Freunde Ribbentrops gehörten zur Dienststelle. Neben „Alten Kämpfern“ wie Rudolf Likus und Walter Hewel holte Ribbentrop auch Quereinsteiger wie Wilhelm Rodde, Hermann Kügler, Karlfried Graf Dürckheim, Heinrich Georg Stahmer, Otto Abetz und Paul Karl Schmidt (besser bekannt als Paul Carell) in sein Büro bzw. seine Dienststelle. Ziel war es wohl auch, politisch einwandfreie, nationalsozialistische Diplomaten auszubilden.
Finanziert wurde die Dienststelle offenbar aus vier verschiedenen Töpfen: Aus Mitteln des Stellvertreters des Führers, aus einem Sonderfonds Hitlers, aus dem Etat des Reichsfinanzministeriums und 1936 zusätzlich aus der sogenannten „Adolf-Hitler-Spende der deutschen Wirtschaft“. Die genaue Höhe des Etats lässt sich nicht mehr feststellen, wird aber auf mehrere Millionen geschätzt.

## Tätigkeit

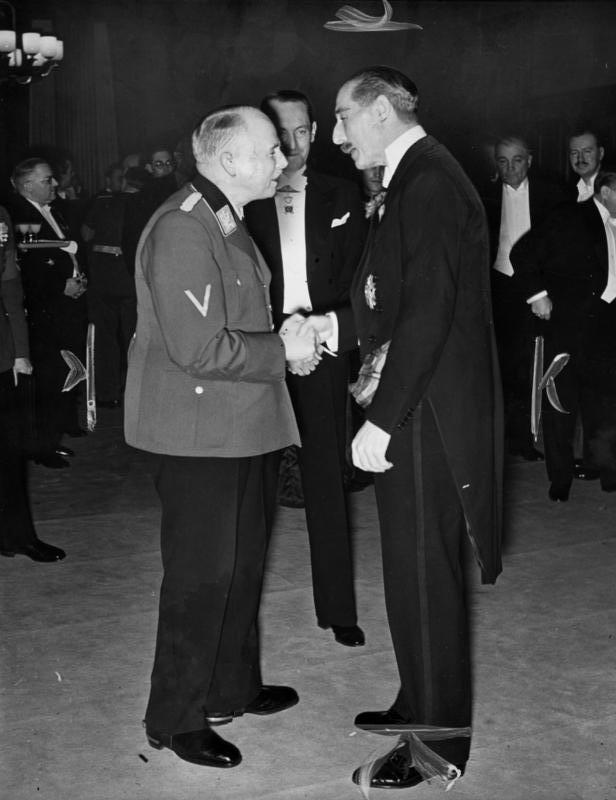
Jahresfest der Deutsch-Englischen Gesellschaft im Haus der Flieger am 15. Februar 1939, der Präsident der Deutsch-Englischen Gesellschaft Carl Eduard Herzog von Sachsen-Coburg und Gotha begrüßt den britischen Botschafter Neville Henderson, in der Mitte der Vorsitzende der Deutsch-Englischen Gesellschaft Eugen Lehnkering

Die Tätigkeit der Dienststelle Ribbentrop bestand vor allem darin, persönliche Beziehungen zu Funktionsträgern anderer Staaten herzustellen, positive Meinungen über das „Dritte Reich“ zu verbreiten und „Feindpropaganda“ entgegenzutreten.
Das Frontkämpferreferat etwa organisierte Veranstaltungen und Besuchsprogramme für Weltkriegsteilnehmer aus England, Frankreich und Deutschland, darunter im Sommer 1936 ein großes Veteranentreffen in Verdun. Abetz bemühte sich in diesem Zusammenhang und vor dem Hintergrund der Saarabstimmung um Kontakte zu den Führern der französischen Frontkämpfervereinigungen, darunter Jean Goy, Robert Monnier, Henri Pichot und Georges Scapini, die Hitler auch persönlich besuchten und sich von dessen angeblichem Friedenswillen überzeugen ließen. Ziel dieser sogenannten „Frontkämpfer-Diplomatie“ war es, über die moralische Autorität der Veteranen die französische Regierung unter Druck zu setzen. In ähnlicher Weise versuchte die Dienststelle auch Verbindungen zu britischen Veteranenverbänden zu knüpfen und die Beziehungen zu Sympathisanten wie Lord Lothian und Lord Mount Temple, dem Vorsitzenden des Anglo-German Fellowship, zu pflegen.
Eine weitere wichtige Rolle spielten zwischenstaatliche Verbände, welche die Dienststelle Ribbentrop gründete und finanzierte, darunter eine Deutsch-Englische, eine Deutsch-Französische, eine Deutsch-Niederländische und eine Deutsch-Polnische Gesellschaft. Ziel war jeweils die Infiltration und kulturelle Unterwanderung des jeweiligen Partnerlandes unter gleichzeitiger Vorgabe politischer Unabhängigkeit nach außen. Über Kulturprogramme, den Unterhalt von Zeitschriften wie der Deutsch-Französischen Monatsschrift, gemeinsame Arbeitssitzungen, Fühlungnahmen mit Pressevertretern und Botschaftsangehörigen und mit dem Knüpfen vertraulicher Kontakte sollten Sympathien gegenüber Nazi-Deutschland geweckt werden.
Weitere Taktiken bestanden darin, der Auslandspresse über Umwege speziell aufbereitete Statistiken und Material zur deutschen Wirtschaft und Gesellschaft zuzuspielen, und in der Lancierung gezielter Indiskretionen, um in Krisenzeiten, wie etwa zur Einführung der allgemeinen Wehrpflicht 1935, das Ausland vom „Friedenswillen“ der Reichsregierung zu überzeugen.
Seit Mitte 1935 leitete Ribbentrop auch die Kolonialpolitik des „Dritten Reiches“. In Großbritannien versuchten er und seine Mitarbeiter, die Stimmung britischer Politiker und der Presse in der Frage der  Rückgabe der deutschen Kolonien positiv zu beeinflussen.
Hitler diente die Dienststelle Ribbentrop als Arbeitsstab seiner „dynamischen Außenpolitik“. Er konnte sich darauf verlassen, dass seine Anweisungen unbürokratisch und bedingungslos umgesetzt würden. In diesem Sinne wirkte Ribbentrop als „Außerordentlicher und Bevollmächtigter Botschafter in besonderer Mission“ am Zustandekommen des Deutsch-Britischen Flottenabkommens von 1935 mit. Auch verfolgte Ribbentrop mit seiner Dienststelle eine andere Außenpolitik für Fernost als etwa das Auswärtige Amt und betrieb das Projekt des Antikominternpaktes mit Japan.

## Ämterkonkurrenz
Im Geflecht der Institutionen konkurrierte die Dienststelle Ribbentrop auf dem Gebiet der Außenpolitik nicht nur mit dem Auswärtigen Amt, sondern auch mit weiteren Institutionen von Partei und Staat. Dazu gehörten das 1933 errichtete, von Alfred Rosenberg geführte Außenpolitische Amt der NSDAP (APA), die NSDAP/AO unter Ernst Wilhelm Bohle und das Reichspropagandaministerium. Ribbentrop setzte sich gegen alle Konkurrenten durch und übernahm im Februar 1938 das Amt des Reichsaußenministers. Damit verlor auch seine Dienststelle ihre Bedeutung. Insgesamt folgte fast ein Drittel des Personals der Dienststelle Ribbentrop ins Auswärtige Amt. Von den 28 Referenten der Dienststelle, die ins Auswärtige Amt wechselten, gehörten 20 der SS an. Weitere Mitarbeiter wie Abetz oder Stahmer übernahmen wichtige Botschafterposten. Hewel wurde Verbindungsmann bei Hitler, Likus der Verbindungsmann für SS und SD. Martin Luther übernahm die neue „Abteilung Deutschland“.
Allerdings blieb die Dienststelle weiter bestehen, wenngleich sich Ribbentrop kaum noch für die verbliebenen Mitarbeiter interessierte. Sie erledigte außenpolitische Aufgaben, die nicht unbedingt zu den Kernaufgaben des Auswärtigen Amts gehörten, wie etwa die Betreuung der Auslandskorrespondenten in Deutschland und die Auswahl der Pressereferenten für die deutschen Botschaften. Auch die persönlichen Beziehungen im Ausland wurden weiter gepflegt.
In der historiografischen Beurteilung hat vor allem Hans-Adolf Jacobsen hervorgehoben, dass die Dienststelle Ribbentrop Ausdruck der außenpolitischen Systemlosigkeit und des Ämterchaos im NS-Staat gewesen sei. Zugleich habe sich aber vor allem darüber Hitlers außenpolitische Entscheidungsgewalt und Kompetenz begründet.